# Sligo (Pennsilvània)
Sligo és una població dels Estats Units a l'estat de Pennsilvània. Segons el cens del 2000 tenia 728 habitants.

## Demografia
Segons el cens del 2000, Sligo tenia 728 habitants, 280 habitatges, i 211 famílies. La densitat de població era de 196,6 habitants/km².
Dels 280 habitatges en un 38,6% hi vivien nens de menys de 18 anys, en un 58,6% hi vivien parelles casades, en un 14,6% dones solteres, i en un 24,6% no eren unitats familiars. En el 21,1% dels habitatges hi vivien persones soles el 10,4% de les quals corresponia a persones de 65 anys o més que vivien soles. El nombre mitjà de persones vivint en cada habitatge era de 2,6 i el nombre mitjà de persones que vivien en cada família era de 3.
Per edats la població es repartia de la següent manera: un 27,5% tenia menys de 18 anys, un 10% entre 18 i 24, un 26,1% entre 25 i 44, un 21,6% de 45 a 60 i un 14,8% 65 anys o més.
L'edat mediana era de 36 anys. Per cada 100 dones de 18 o més anys hi havia 92,7 homes.
La renda mediana per habitatge era de 30.417$ i la renda mediana per família de 35.500$. Els homes tenien una renda mediana de 26.429$ mentre que les dones 21.250$. La renda per capita de la població era de 13.807$. Entorn del 15,2% de les famílies i el 17,1% de la població estaven per davall del llindar de pobresa.

## Poblacions més properes
El següent diagrama mostra les poblacions més properes.